# Vicariato apostolico di Hosanna
Il vicariato apostolico di Hosanna (in latino: Vicariatus Apostolicus Hosannensis) è una sede della Chiesa cattolica in Etiopia immediatamente soggetta alla Santa Sede. Nel 2022 contava 128.900 battezzati su 2.921.340 abitanti. È retto dal vescovo Seyoum Franso Noel.

## Territorio
Il vicariato apostolico, che si trova in territorio etiope, confina a nord con l'eparchia di Emdeber, a est con il vicariato apostolico di Meki, a sud con quello di Soddo, a ovest con quelli di Gimma-Bonga e di Nekemte.
Sede del vicariato è la città di Hosaena, già nota come Hosanna, dove si trova la cattedrale di San Giuseppe.
Il territorio è suddiviso in 30 parrocchie.

## Storia
Il vicariato apostolico è stato eretto il 20 gennaio 2010 con la bolla Cum esset petitum di papa Benedetto XVI, ricavandone il territorio dal vicariato apostolico di Soddo-Hosanna (ora vicariato apostolico di Soddo) e affidandolo ai frati minori cappuccini.

## Cronotassi dei vescovi
Si omettono i periodi di sede vacante non superiori ai 2 anni o non storicamente accertati.
- Woldeghiorghis Matheos (20 gennaio 2010 - 8 aprile 2017 ritirato)
- Seyoum Franso Noel, dall'8 aprile 2017

## Statistiche
Il vicariato apostolico nel 2022 contava su una popolazione di 2.921.340 persone 128.900 battezzati, corrispondenti al 4,4% del totale.
| anno | popolazione | popolazione | popolazione | presbiteri | presbiteri | presbiteri | presbiteri                | diaconi | religiosi | religiosi | parrocchie |
| anno | battezzati  | totale      | %           | numero     | secolari   | regolari   | battezzati per presbitero | diaconi | uomini    | donne     | parrocchie |
| ---- | ----------- | ----------- | ----------- | ---------- | ---------- | ---------- | ------------------------- | ------- | --------- | --------- | ---------- |
| 2010 | 135.000     | 2.400.000   | 5,6         | 35         | 28         | 7          | 3.857                     |         | 14        | 37        | 20         |
| 2010 | 146.060     | 2.452.711   | 6,0         | 33         | 26         | 7          | 4.426                     | 1       | 21        | 37        | 20         |
| 2014 | 143.204     | 2.658.416   | 5,4         | 48         | 37         | 11         | 2.983                     | 1       | 25        | 39        | 26         |
| 2017 | 128.750     | 2.786.822   | 4,6         | 61         | 48         | 13         | 2.110                     | 1       | 13        | 21        | 29         |
| 2020 | 122.895     | 2.796.918   | 4,4         | 57         | 43         | 14         | 2.156                     | 1       | 17        | 44        | 29         |
| 2022 | 128.900     | 2.921.340   | 4,4         | 52         | 38         | 14         | 2.478                     | 1       | 20        | 43        | 30         |